# 18 Again
18 Again (18 어게인?, 18 eogeinLR) è una serie televisiva sudcoreana del 2020, basata sulla commedia statunitense 17 Again - Ritorno al liceo (2009).

## Trama
Hong Dae-young e Jung Da-jung, rispettivamente marito e moglie, pur avendo due figli, non sono affatto soddisfatti del loro matrimonio, e anzi hanno quasi terminato le pratiche per il divorzio. Dae-young in particolare ha molti rimpianti su come ha gestito la sua vita, quando improvvisamente gli viene data la possibilità di tornare ad avere il corpo di un diciottenne; l'uomo assume così l'identità di Goo Woo-young.